# Cis robustithorax
Cis robustithorax es una especie de coleóptero de la familia Ciidae.

## Distribución geográfica
Habita en África del Norte.